# حياة حلوة ومرة
حياة حلوة ومرة (بالكورية: 달콤한 인생)‏ هو فيلم أكشن كوري جنوبي صدر عام 2005، من إخراج وسيناريو كيم جي وون. وبطولة لي بيونغ هون. عرض الفيلم في كوريا الجنوبية في 1 أبريل 2005. وعُرض على 265 شاشة في جميع أنحاء كوريا، وباع 1,112,950 تذكرة بحلول نهاية عرضه. كما عُرض خارج المنافسة في مهرجان كان السينمائي عام 2005. صدرت نسخة مخرج أطول بـ 30 ثانية، تتميز بقص طفيف وإعادة ترتيب للمشاهد، وتبديل وضع الموسيقى وبعض المشاهد الإضافية التي لا تظهر في نسخة دور السينما. للفيلم نسخة هندية غير رسمية بعنوان Awarapan صدرت عام 2007.

## القصة
كيم سون وو، مرؤوسٌ مخلصٌ لزعيم الجريمة كانغ. يتشارك الاثنان مخاوفهما بشأن توترات العمل مع بايك داي سيك، ابن عائلة منافسة. يستعد الزعيم كانغ للمغادرة في رحلة عمل، ويكلف سون وو بمراقبة عشيقته الشابة هي سو، التي يخشى أن تكون على علاقة غرامية مع رجل آخر.

## الممثلون
- لي بيونغ هون في دور كيم سون وو
- كيم يونغ تشول في دور السيد كانغ
- شين مين آه في دور مون هي سو
- كيم روي ها في دور مون سوك
- لي كي يونغ في دور أوه مو سونغ
- اوه دال سو في دور ميونغ غو
- كيم هاي جون في دور تاي وونغ
- كيم هان في دور سي يون
- جين جو في دور مين جي
- جون جوك هوان في دور الرئيس بايك
- كيم سونغ أوه في دور مرؤوس أوه مو سونغ
- جونغ يو مي في دور مي آي
- هوانغ جونغ مين في دور بايك داي سيك
- إريك مون في دور تاي غو

## الاستقبال
عُرض الفيلم خارج المسابقة في مهرجان كان السينمائي عام 2005. وكان سعر الفيلم في ذلك الوقت هو الأعلى عندما بيعت حقوق توزيعه إلى اليابان مقابل 3.2 مليون دولار أمريكي.
كان الاستقبال النقدي إيجابيًا للغاية، حيث وصفه النقاد بأنه «عضوي، جوهري، مُخرج بإتقان، وواقعي بشكل منعش». ووصف ديريك إيلي من مجلة فارايتي الفيلم بأنه «عرضٌ رائعٌ بأسلوب أفلام النوار والعنف الكوري المفرط، سيُثير حماس مُحبي هذا النوع من الأفلام». وصرح سام توي من مجلة إمباير بأن لي «يُقدم أداءً رائعًا كقائدٍ مُجرمٍ مُتوحشٍ تحول إلى هارب، فهو لا يُبالغ أبدًا فيما قد يُصبح مُبالغًا فيه ومُبتذلًا، ويُحافظ على تماسك هذا الفيلم الكوري النوار». وأضاف: «إنه فيلمٌ ممتعٌ للغاية، ووحشيٌّ بشكلٍ جميل».
أشاد ناقدٌ من سينما آي بموهبة لي بيونغ هون التمثيلية، حيث وصفه بأنه «يُضفي إثارةً لا تُضاهى» وأنه «ملاكٌ يرتدي ثوب الانتقام». كما أشار الناقد إلى أن فيلم حياة حلوة ومرة هو "أفضل فيلم لعام 2005". ومنح ناقدٌ من موقع BeyondHollywood.com الفيلم تقييم 4/5 نجوم. وحصل الفيلم على تقييم 100% على موقع روتن توميتوز، بمتوسط تقييم 8.1 من 10 بناءً على عشر مراجعات.
في عام 2009، صنفته مجلة إمباير في المركز الثالث في استطلاع "أعظم 20 فيلم عصابات لم تشاهدها من قبل* (*على الأرجح)".
مع نهاية عرض الفيلم في دور السينما، باع 1,291,621 تذكرة.

## روابط خارجية
- حياة حلوة ومرة على موقع IMDb (الإنجليزية)
- حياة حلوة ومرة على موقع روتن توميتوز (الإنجليزية)
- حياة حلوة ومرة على موقع ألو سيني (الفرنسية)
- حياة حلوة ومرة على موقع Turner Classic Movies (الإنجليزية)
- حياة حلوة ومرة على موقع أول موفي (الإنجليزية)
- حياة حلوة ومرة على موقع فيلمافينيتي (الإسبانية)
- حياة حلوة ومرة على موقع قاعدة بيانات الأفلام السويدية (السويدية)
- حياة حلوة ومرة على موقع قاعدة بيانات الفيلم (الإنجليزية)
- حياة حلوة ومرة على موقع ليتربوكسد (الإنجليزية)
- حياة حلوة ومرة على موقع كينوبويسك (الروسية)